# カルロス・エステベス
カルロス・エステベス（Dorival Carlos Esteves、1947年3月5日 - 2020年1月26日）は、ブラジル出身のサッカー選手。ポジションは左サイドバック。
日本リーグ(JSL)初の黒人選手として、1969年に釜本邦茂擁するヤンマーに入団。主に左サイドバックの位置でプレイして、ネルソン吉村、ジョージ小林らと共にヤンマーの躍進に貢献した。
息子はバレーボール選手の杉山マルコス。
引退後も日本に住み、サッカークリニックの仕事をしていた。1995年には阪神・淡路大震災に遭遇。その後、ブラジルに帰国し運送会社に勤務していた。
2020年1月26日にサンパウロにて死去。72歳没。

## 所属クラブ
- フェロヴィアリオ（ブラジル・サンパウロ州）
- オウリネンセ（ブラジル・サンパウロ州）
- インデペンデンテ（ブラジル・ミナスジェライス州）
- フェロヴィアリオ（ブラジル・サンパウロ州）
- ジュベントス（ブラジル・サンパウロ州）
- サンカエターノ・ド・スル（ブラジル・サンパウロ州）
- 1969年-1972年 ヤンマーディーゼル（日本）

## 個人成績
| 国内大会個人成績 | 国内大会個人成績 | 国内大会個人成績 | 国内大会個人成績 | 国内大会個人成績             | 国内大会個人成績 | 国内大会個人成績  | 国内大会個人成績  | 国内大会個人成績 | 国内大会個人成績 | 国内大会個人成績 | 国内大会個人成績 |
| 年度             | クラブ           | 背番号           | リーグ           | リーグ戦                     | リーグ戦         | リーグ杯          | リーグ杯          | オープン杯       | オープン杯       | 期間通算         | 期間通算         |
| 年度             | クラブ           | 背番号           | リーグ           | 出場                         | 得点             | 出場              | 得点              | 出場             | 得点             | 出場             | 得点             |
| 日本             | 日本             | 日本             | 日本             | リーグ戦                     | リーグ戦         | -                 | -                 | 天皇杯           | 天皇杯           | 期間通算         | 期間通算         |
| ---------------- | ---------------- | ---------------- | ---------------- | ---------------------------- | ---------------- | ----------------- | ----------------- | ---------------- | ---------------- | ---------------- | ---------------- |
| 1969             | ヤンマー         |                  | JSL              |                              |                  | -                 | -                 |                  |                  |                  |                  |
| 1970             | ヤンマー         |                  | JSL              |                              |                  | -                 | -                 |                  |                  |                  |                  |
| 1971             | ヤンマー         |                  | JSL              | 14                           |                  | -                 | -                 |                  |                  |                  |                  |
| 1972             | ヤンマー         |                  | JSL1部           |                              |                  | -                 | -                 |                  |                  |                  |                  |
| 通算             | 日本             | 日本             | JSL1部           | 52                           | 4                | -\|\|\|\|\|\|\|\| | -\|\|\|\|\|\|\|\| |                  |                  |                  |                  |
| 総通算           | 総通算           | 総通算           | 総通算           | \|\|\|\|\|\|\|\|\|\|\|\|\|\| |                  |                   |                   |                  |                  |                  |                  |